# Peter Fitzgerald (szenátor)
Peter Fitzgerald (Elgin, 1960. október 20. –) az Amerikai Egyesült Államok szenátora (Illinois, 1999–2005).